# ササノマリイ
ササノマリイは、日本のシンガーソングライター。バンド・Diosのメンバーで、キーボードを担当。また、VOCALOIDを使用して楽曲を制作する「ボカロP」である。所属事務所はアミューズ。所属レーベルはソニー・ミュージックアソシエイテッドレコーズ。別名義はねこぼーろ。妻は画家のみなもすち。

## 来歴
2009年4月、主にVOCALOIDが歌唱を務めるねこぼーろとしての音楽活動を開始。2011年5月に投稿した「戯言スピーカー」で自身初のVOCALOID殿堂入りを達成し、ぼくのりりっくのぼうよみやDAOKOをはじめとした多数のアーティストにカバーされている。
2014年8月、主に本人が歌唱を務めるササノマリイとしての音楽活動を始め。10月15日にはU&R recordsより『シノニムとヒポクリト』をリリース。
2015年7月22日、UMAA Inc.より『おばけとおもちゃ箱』をリリース。収録曲「共感覚おばけ」のミュージックビデオはアヌシー国際アニメーション映画祭など、海外の数々の映像・アニメーションフェスティバルで入賞している。
2016年9月7日、SPACE SHOWER MUSICより『M(OTHER)』をリリース。
2016年11月30日、ソニー・ミュージックアソシエイテッドレコーズから1stシングル『タカラバコ』をリリースし、メジャー・デビュー。収録曲「タカラバコ」は、テレビアニメ「夏目友人帳 伍」のオープニングテーマに起用された。
2017年6月14日、ぼくのりりっくのぼうよみをゲストに迎えた新曲「game of life feat. ぼくのりりっくのぼうよみ」などが収録されたEP『game of life』をリリース。ぼくのりりっくのぼうよみには多数の楽曲提供を行っているが、ササノマリイの楽曲でのコラボレーションは今回が初となる。
2021年3月31日、ぼくのりりっくのぼうよみとして活動していたたなかとIchika Nitoと共にDiosを結成。
2025年5月21日、画家のみなもすちとの結婚を発表した。みなもとは19年以上の付き合いがあった。

## ディスコグラフィ

### シングル
|     | 発売日         | タイトル     | 規格品番                                                                      | 最高順位 | 備考                                                      |
| --- | -------------- | ------------ | ----------------------------------------------------------------------------- | -------- | --------------------------------------------------------- |
|     | 2016年4月23日  | Re:verb      | rep-047                                                                       |          | ヴィレッジヴァンガードおよびGEKIROCK CLOTHINGでの限定発売 |
| 1st | 2016年11月30日 | タカラバコ   | AICL-3220/1（初回生産限定盤） AICL-3223（期間生産限定盤） AICL-3222（通常盤） | 68位     |                                                           |
| 2nd | 2017年6月14日  | game of life | AICL-3344/5（初回生産限定盤） AICL-3346（通常盤）                             | 113位    |                                                           |
| 3rd | 2023年9月6日   | トコシエスタ | AICL-4406/8（アニメ盤） AICL-4409（通常盤）                                   | TBA      |                                                           |

### 配信限定シングル
|      | 発売日         | タイトル                                                    | レーベル                     |
| ---- | -------------- | ----------------------------------------------------------- | ---------------------------- |
| 1st  | 2016年10月26日 | タカラバコ TV Edit                                          | Sony Music Asosiated Records |
| 2nd  | 2018年11月14日 | MUIMI                                                       | Sony Music Asosiated Records |
| 3rd  | 2019年1月16日  | LOVE                                                        | Sony Music Asosiated Records |
| 4th  | 2019年4月24日  | SHOUDOU                                                     | Sony Music Asosiated Records |
| 5th  | 2020年4月8日   | 年中混乱中                                                  | Sony Music Asosiated Records |
| 6th  | 2020年8月18日  | SEI                                                         | Sony Music Asosiated Records |
| 7th  | 2021年7月16日  | 空と虚                                                      | Sony Music Asosiated Records |
| 8th  | 2021年9月10日  | 空と虚 (Robotaki Remix) - SACRA BEATS Singles               | Sony Music Asosiated Records |
| 9th  | 2022年6月24日  | きっと変わらない色                                          | Sony Music Asosiated Records |
| 10th | 2022年7月6日   | きっと変わらない色 -ねこぼーろ Version-                     | Sony Music Asosiated Records |
| 11th | 2022年11月11日 | まわりまわる                                                | Sony Music Asosiated Records |
| 12th | 2023年3月9日   | 少女A (one day After Another Remix) / 椎名もた&ササノマリイ | U/M/A/A                      |
| 13th | 2023年4月26日  | アンコール                                                  | Sony Music Asosiated Records |
| 14th | 2023年7月12日  | トコシエスタ                                                | Sony Music Asosiated Records |
| 15th | 2024年2月27日  | プリズム                                                    | Sony Music Asosiated Records |
| 16th | 2024年5月4日   | 窮鼠                                                        | Sony Music Asosiated Records |

### 参加作品
| 発売日        | タイトル                                                                            |
| ------------- | ----------------------------------------------------------------------------------- |
| 2022年11月7日 | bro black buns『The north pole strikes again (feat. sasanomaly, Ice Paper & G5SH)』 |

## 楽曲提供
- ぼくのりりっくのぼうよみ
  - 「CITI」（トラック提供）
  - 「Be Noble」（トラック提供）
  - 「つきとさなぎ」（トラック提供）
  - 「朝焼けと熱帯魚」（アレンジ）
  - 「#blacksanta pt.1」（共同制作、トラック提供）
  - 「#blacksanta pt2,3」（共同制作、YouTubeのみで公開）
- 焚吐
  - 「クライマックス」（編曲担当）
  - 「シャボン王子と無間地獄」（編曲担当）
- 電波少女
  - 「クビナワ feat. ぼくのりりっくのぼうよみ＆ササノマリイ」（トラックプロデュース、フィーチャリング）
- クレイ勇輝
  - 「シアター」（楽曲提供）
- INNOSENT in FORMAL
  - 「One for you」（編曲）
- edda
  - 「夢のレイニー」（作曲・編曲）
- 湯木慧
  - 「キオク」（編曲）
  - 「産声」（編曲）
  - 「Careless Grace」（編曲）
- Gorilla Attack
  - 「月」（作曲）
- 25時、ナイトコードで。
  - 「カナデトモスソラ」」（楽曲提供）
- 楠木ともり
  - 「もうひとくち」（作曲・編曲）
- 箕輪厚介
  - 「徒花」（作曲・編曲）
- yama
  - 「ライカ」（作詞・作曲）
- HACHI
  - 「Deep Sleep Sheep」
- ukka
  - 「Trip To The TKY」（作詞・作曲・編曲）

## タイアップ
| 楽曲               | タイアップ                                                   |
| ------------------ | ------------------------------------------------------------ |
| 共感覚おばけ       | 北海道テレビ『夢チカ18』2015年7月度 オープニングテーマ       |
| タカラバコ         | テレビ東京系アニメ『夏目友人帳 伍』オープニングテーマ        |
| 年中混乱中         | 「三井アウトレットパーク」Spring Song CMソング               |
| 空と虚             | テレビアニメ『ヴァニタスの手記』オープニングテーマ           |
| きっと変わらない色 | アニメ『iichiko story』episode 2 「野の花は海へ」主題歌      |
| まわりまわる       | アニメ『万聖街』日本語吹替版エンデイングテーマ               |
| アンコール         | アニメ『iichiko story』episode 3 「3つの音の形と行方」主題歌 |
| トコシエスタ       | テレビアニメ『白聖女と黒牧師』エンディングテーマ             |
| 窮鼠               | 日本テレビ系テレビドラマ『街並み照らすヤツら』主題歌         |

## ミュージック・ビデオ
| 監督          | 曲名                                                                              |
| ------------- | --------------------------------------------------------------------------------- |
| 畳谷哲也      | 「タカラバコ」                                                                    |
| 杉山弘樹      | 「歩道橋と走馬燈」                                                                |
| Victor Nomoto | 「MUIMI」「SHOUDOU」                                                              |
| 牧野惇        | 「戯言スピーカー」「シノニムとヒポクリト」「共感覚おばけ」「Re:verb」「M(OTHER)」 |
| 不明          | 「game of life」                                                                  |

## 主なライブ
- 2016年01月13日 - 黄色い水仙の言葉に寄せて
- 2016年09月12日 - Now New Waves
- 2016年10月10日 - MINAMI WHEEL 2016
- 2017年04月08日 - SYNCHRONICITY'17
- 2017年07月15日 - 音霊 OTODAMA SEA STUDIO 2017「BEACH MUSIC 2017」
- 2017年08月14日 - Romantic Riot Vol.2
- 2019年11月7日 - SUITS OF THE YEAR 2019
- 2020年8月17日 - Ginza Sony Park 「Park Live」